# 4-Hydroxybenzaldéhyde
Le 4-hydroxybenzaldéhyde est un aldéhyde phénolique. C'est l'un des trois isomères de l'hydroxybenzaldéhyde. Il est notamment présent dans l'orchidée Gastrodia elata.

## Réactions
L'oxydation de Dakin est une réaction d'oxydo-réduction organique qui fait réagir un benzaldéhyde (ou une phénone) ortho- ou para-hydroxylé (2-hydroxybenzaldéhyde or 4-hydroxybenzaldéhyde) avec le peroxyde d'hydrogène pour former un benzènediol et un carboxylate. Dans le cas du 4-hydroxybenzaldéhyde, c'est l'hydroquinone qui est produite.

## Métabolisme
La 4-hydroxybenzaldéhyde déshydrogénase est une enzyme présente dans les carottes (Daucus carota) qui transforme le 4-hydroxybenzaldéhyde, NAD+ et H2O en 4-hydroxybenzoate, NADH et H+.